# Linda Hanley
Linda Hanley neé Robertson (Laguna Hills, 8 juni 1960) is een voormalig beachvolleyballer uit de Verenigde Staten. Ze nam eenmaal deel aan de Olympische Spelen.

## Biografie

### Achtergrond
Hanley studeerde in 1982 af aan de UCLA. Gedurende haar studie volleybalde ze voor het universiteitsteam en in 1980 werd ze uitgeroepen tot All-American. Hanley trouwde in 1989 met beachvolleyballer John Hanley met wie ze twee zonen heeft.

### 1976 tot en met 1994
Hanley begon haar beachvolleybalcarrière in 1976 toen ze met Becky Carey aan twee Parks and Recreation-toernooien in Laguna Beach en Hermosa Beach meedeed. In 1977 en 1978 speelde ze in totaal drie wedstrijden met een overwinning in Hermosa Beach aan de zijde van Maya Thiene als beste resultaat. Van 1979 tot en met 1987 vormde Hanley een team met Nina Matthies. Het eerste jaar kwamen ze bij drie toernooien tot een tweede plaats in Manhattan Beach en in de twee jaar daarop werden zeven van de zeven toernooien gewonnen. Na een hiaat van twee seizoenen keerde Hanley in 1984 terug aan de zijde van Matthies. Ze wonnen elk van de acht toernooien waar ze aan deelnamen, waaronder het AVP-toernooi van Clearwater. Met Dale Keough won Hanley bovendien het AVP-toernooi van Chicago. In de twee seizoenen die daarop volgden behaalden Hanley en Matthies veertien overwinningen bij zeventien wedstrijden. In 1987 debuteerde het duo in de WPVA Tour. Ze namen deel aan negen toernooien en kwamen daarbij tot een overwinning (Rosecrans) en zeven podiumplaatsen.
Na een pauze van een jaar speelde Hanley in 1989 drie toernooien met Julie Thornton – vierde plaatsen in Laguna Beach en Long Beach – en een wedstrijd met Dale Hall. Het seizoen daarop kwam ze in de WPVA Tour achtereenvolgens in actie met Jeanne Reeves, Thornton en Linda Chisholm. Met Chisholm won ze het toernooi van Fresno en werd ze respectievelijk twee in Laguna Beach, Honolulu en Manhattan Beach en derde in Huntington Beach. In 1991 en 1992 was ze vervolgens met verschillende partners actief zeven toernooien in totaal met een negende plaats in Manhattan Beach aan de zijde van Lisa Strand-Ma'a als beste resultaat. In 1993 speelde Hanley afwisselend met Chisholm, Cammy Ciarelli, Nancy Reno, Holly McPeak, Rita Crockett, Angela Rock en Jackie Silva. Ze deed in totaal mee aan zestien toernooien in de AVP Tour en kwam daarbij tot twee overwinningen (Ocean City en Grand Haven). Het jaar daarop vormde ze een team met Chisholm met wie ze aan veertien toernooien in de Amerikaanse competitie deelnam en twee overwinningen behaalde in Baltimore en Manhattan Beach.

### 1995 tot en met 1998
In 1995 volleybalde Hanley voornamelijk aan de zijde van Rock. Het tweetal kwam bij tien WPVA-toernooien tot twee overwinningen (Carolina en Grand Haven) en vier tweede plaatsen (Deerfield Beach, New Orleans, San Diego en Old Orchard Beach). Daarnaast debuteerde Hanley met Rock in de FIVB World Tour. Ze namen deel aan vier toernooien en eindigden in zowel Osaka als Espinho als tweede achter McPeak en Reno. Verder behaalde Hanley met Karolyn Kirby in de Amerikaanse competitie twee tweede plaatsen (Portland en Huntington Beach) en een derde plaats (Long Beach). Met Debra Richardson werd ze zevende bij het AVP-toernooi op Kauai en eindigde ze respectievelijk als vijfde en zevende bij de FIVB-toernooien van Bali en Carolina. In november won ze met Barbra Fontana – met wie ze tot en met 1998 een team zou vormen – het toernooi van Santos. In maart 1996 sloten ze het seizoen 1995/96 af met een zevende plaats in Rio de Janeiro. Het daaropvolgende seizoen namen Hanley en Fontana deel aan drie reguliere toernooien in de mondiale competitie met zevende plaatsen in Hermosa Beach en Carolina. Daarnaast deed het duo mee aan het eerste olympische beachvolleybaltoernooi in Atlanta. Daar bereikten ze de halve finale die verloren werd van de latere kampioenen Sandra Pires en Jackie Silva; in de wedstrijd om het brons waren Natalie Cook en Kerri Pottharst uit Australië te sterk waardoor Hanley en Fontana als vierde eindigden. In de WPVA Tour namen ze deel aan veertien toernooien waarbij ze dertien podiumplaatsen behaalden waarvan vier overwinningen (Hermosa Beach, Ocean City, Newport en Portland).
Het jaar daarop namen Hanley en Fontana deel aan drie reguliere FIVB-toernooien met twee vijfde plaatsen als resultaat (Melbourne en Marseille). Bovendien deed het tweetal mee aan de eerste officiële wereldkampioenschappen in Los Angeles, waar ze in de kwartfinale werden uitgeschakeld door het Braziliaanse duo Adriana Behar en Shelda Bede. In de Amerikaanse competitie waren ze actief op twaalf toernooien waarbij ze vier tweede plaatsen (Austin, San Diego, Huntington Beach en Hermosa Beach) en twee derde plaatsen (Atlantic City en East Quogue) behaalden. In 1998 deed het duo mee aan zeven internationale toernooien, waarbij ze enkel topachtklasseringen noteerden. Ze wonnen in Espinho en werden tweede in Salvador. Daarnaast behaalden ze drie vierde plaatsen (Toronto, Vasto en Marseille), een vijfde plaats (Osaka) en een zevende plaats (Rio).

### 1999 tot en met 2003
Het daaropvolgende seizoen speelde Hanley tot en met juni vijf wedstrijden met Gabrielle Reece, waarvan drie in het Amerikaanse circuit en twee in de World Tour. Vervolgens partnerde ze met Reno met wie ze deelnam aan de WK in Marseille. Het duo verloor in de tweede ronde van het Duitse tweetal Maike Friedrichsen en Danja Müsch en werd in de derde ronde van de herkansing uitgeschakeld door de Australischen Pauline Manser en Kerri Pottharst. Op mondiaal niveau waren ze verder actief op vier toernooien waarbij ze tot twee vijfde plaatsen (Espinho en Salvador) en een zevende plaats (Osaka) kwamen. In eigen land werden ze tweede in Muskegon en Virginia Beach en derde in San Diego. In 2000 namen ze deel aan drie internationale wedstrijden met een vierde plaats bij de Grand Slam van Chicago als beste prestatie. In de binnenlandse competities volleybalde Hanley vijf wedstrijden met Reno – tweede in Santa Monica – en vier met Karrie Poppinga.
Het jaar daarop partnerde ze met Sarah Straton. Bij vijf toernooien in eigen land kwam het duo tot een overwinning in Muskegon en vierde plaatsen in Hermosa Beach en Clearwater. In 2002 vormde Hanley een team met Lisa Arce. Ze deden mee aan zeven toernooien in de AVP Tour en behaalden daarbij drie derde plaatsen (Huntington Beach, Manhattan Beach en Las Vegas). Het seizoen daarop was ze met Liz Masakayan actief op negen toernooien in de Amerikaanse competitie met als beste resultaat een derde plaats in Tempe. Na afloop van het seizoen beeïndigde Hanley haar sportieve loopbaan.

## Palmares
Kampioenschappen
- 1996: 4e OS
- 1997: 5e WK

FIVB World Tour
- 1995:  Osaka Open
- 1995:  Espinho Open
- 1995:  Santos Open
- 1998:  Espinho Open
- 1998:  Salvador Open